# 添付
添付（てんぷ）は、所有権の取得原因として民法第242条以下に規定される付合・混和・加工をいう。

## 添付の態様
付合
全体として一体の物とみられる程度に至り、損傷しなければ分離することができなくなり、あるいは、分離するのに過分の費用を要する状態となること
混和
所有者を異にする穀物などの固形物や酒などの液体が混じり合って所有者を識別することができなくなること
加工
他人の動産に工作が加えられること

## 添付の効果

### 所有権の帰属
添付（付合、混和、加工）によって生じた物の所有権については、以下の規定で定められる者が所有権を取得することとなり、他の物の所有権は消滅することになる。
なお、添付については強行規定である。添付が生じた場合の旧所有者からの復旧請求は封じられる。しかし、新所有権を前提としてその帰属について定める規定は任意規定であり、添付によって生じた加工物の所有権を誰にするかについては任意規定と考えられている。

#### 不動産の付合
物が不動産に付合して全体として一体の物とみられる程度に至った場合には、その不動産の所有者は付合した物の所有権を取得する（民法第242条本文）。ただし、権原によってその物を附属させた他人の権利は存続するので（民法第242条但書）、地上権者や賃借権者が他者の所有する不動産に自らの所有物を付合させたときには付着させた物の所有権は留保される。なお、この場合にも付合した物が完全に独立性を失って不動産の構成部分となったような強い付合の場合には所有権は留保されない（大判大正5年11月29日民録22輯233号3頁）。

#### 動産の付合・混和
所有者を異にする数個の動産が、付合して、損傷しなければ分離することができなくなったとき、あるいは、分離するのに過分の費用を要するときには、その合成物の所有権は主たる動産の所有者に帰属することになる（民法第243条）。付合した動産について主従の区別が困難な場合、その物は付合時の価格の割合に応じて各動産の所有者の共有物となる（民法第244条）。
所有者を異にする穀物などの固形物や酒などの液体が混じり合って所有者を識別することができなくなった場合（混和）にも、動産の付合についての規定が準用される（民法第245条）。

#### 加工
他人の動産に工作が加えられた場合（加工）には、その加工物の所有権は原則として材料の所有者に帰属する（民法第246条1項本文）。ただし、工作の結果によって生じた価格が材料の価格を著しく超えて高価になった場合は、加工者がその加工物の所有権を取得する（民法第246条1項但書）。なお、加工者が材料の一部を提供した場合には、その価格に工作によって生じた価格を加えたものが他人の材料の価格を超える場合に限り、加工者にその加工物の所有権が帰属することになる（民法第246条2項）。なお、加工業者へ加工を依頼する場合などで加工物の帰属について合意がある場合にはそれによる（大連判大正6年6月13日刑録23輯637頁）。

### 第三者の権利の消滅
物の所有者が持っていた所有権が添付の規定によって消滅したときは、その所有物に付着していた賃借権などの他の権利も消滅する（民法第247条1項）。ただし、物の所有者が添付の規定によって生じた物（合成物・混和物・加工物）の単独所有者となった場合には、その物に付着していた他の権利は添付で生じた合成物・混和物・加工物の上に存続し、物の所有者が合成物等の共有者となった場合には、その物について存する他の権利は共有持分の上に存続することになる（民法第247条2項）。 

### 償金請求権
民法第242条から民法第247条までの規定の適用によって損失を受けた者は、不当利得について定めた民法第703条及び民法第704条の規定に従い、その償金を請求することができる（民法第248条）。
なお、新所有権を前提としてそれによって損失を受ける者の救済に関する規定（償金請求権に関する規定）は任意規定である。当事者間で異なる合意をすることができる。